# Theodor Gerhard Lürman
Theodor Gerhard Lürman (* 7. Juli 1789 in Hamburg; † 20. Februar 1865 in Bremen) war ein deutscher Kaufmann und Ältermann.

## Leben
Seine Eltern waren Stephan Lürman (1764–1816) und Catharina Dorothea Nönchen, welche 1785 in Hamburg geheiratet haben. Im November 1811 heiratet er Dorothea Wilhelmine Friederike Frank (1791–1866). Er war Vater von zwei Söhnen und vier Töchtern.
1810 trat er in die Handelsfirma Stephan Lürman & Sohn, seines Vaters ein.
1822 ließ sich Lürman vom Architekten und Zimmermeister Jacob Ephraim Polzin auf dem Grundstück an der Contrescarpe Nr. 22 ein eingeschossiges Sommerhaus bauen. Dies wurde später aufgestockt und ist heute Sitz des Bremer Senators für Inneres.
Theodor Gerhard Lürman sammelte Gemälde niederländischen Meister des 17. Jahrhunderts und zeitgenössische deutscher Akademiemaler. Er war einer der ersten Mitglieder des 1823 gegründeten Bremer Kunstvereins. Aus dem Nachlass des Bremer Kaufmanns und Kunstsammlers Gerhard Christian Garlichs ersteigerte er Werke für den Ausbau seiner Sammlung. 1853 ließ er sich vom Architekten Lüder Rutenberg ein eigenes Galeriegebäude auf seinem Grundstück an der Contrescarpe, für seine schließlich 256 Werke umfassende Sammlung, errichten.
1830 wurde er zum Ältermann der Bremer Kaufleute und 1834 zum Präses des Collegium Seniorum (seit 1849 Handelskammer Bremen) gewählt.
Nach seinem Tod wurde das Grundstück an der Contrescarpe auf seine beiden Söhne vererbt.
An Theodor Gerhard Lürman und weitere Familienmitglieder erinnert ein denkmalgeschütztes Grabmal auf dem Riensberger Friedhof in Bremen (Grablage AA 43a).

## Familie
Sein Vater Stephan Lürman (13. März 1764–29. Juni 1816) begründete die Bremer Linie der aus Iserlohn stammenden Kaufmannsfamilie. 1794 leistet er den Bremer Bürgereid und war als Kaufmann tätig. Ab 1800 vermittelte er schlesisches Leinen nach Amerika. Er war Namensgeber für den Ortsteil Stephanopel der Stadt Hemer in Nordrhein-Westfalen.
Sein Sohn Johannes Theodor Lürman (1816–1889) war Generalkonsul und führte das Unternehmen Stephan Lürman & Sohn fort. Mit dem Niedergang des Leinengeschäfts um die Mitte des 19. Jahrhunderts wandte er sich stärker den Bank-, Wechsel- und Kommissionsgeschäften zu. Ab 1857 ließ er sich nördlich des Besitzes seines Vaters in Neuschönebeck einen Landsitz anlegen. Auf dem weitläufigen Gelände befinden sich heute die Lehnhofsiedlung und Teile des Friedehorstparks.
Sein Sohn Stephan August (1820–1902) war unter anderem Senator und Bürgermeister in Bremen.
Der Kaufmann und Bankier (Friedrich) Theodor Lürman (1847–1925) war ein Sohn von Johannes Theodor Lürman (1816–1889) und damit Enkel von Theodor Gerhard Lürman. 1889 wurde er zum Präses der Handelskammer Bremen gewählt. Er war Mitglied der 1892 eingerichteten Börsenenquetekommission. 1904 wurde ihm im Zusammenhang mit dem Konkurs des Bankhauses Stephan Lürman & Sohn betrügerischer Bankrott vorgeworfen. Dieser flüchtete daraufhin nach Griechenland. Wie sein Vater Johannes Theodor Lürman (1816–1889) und sein Großvater Theodor Gerhard Lürman (1789–1865) unterhielt auch er einen Sommersitz. 1888/89 ließ er sich vom Architekten Eduard Gildemeister das Landhaus Forsteck in Leuchtenburg errichten, welches nach dem Konkurs des Bankhauses an den Bremer Verleger Carl Eduard Schünemann verkauft wurde.